# Force Protection Ocelot

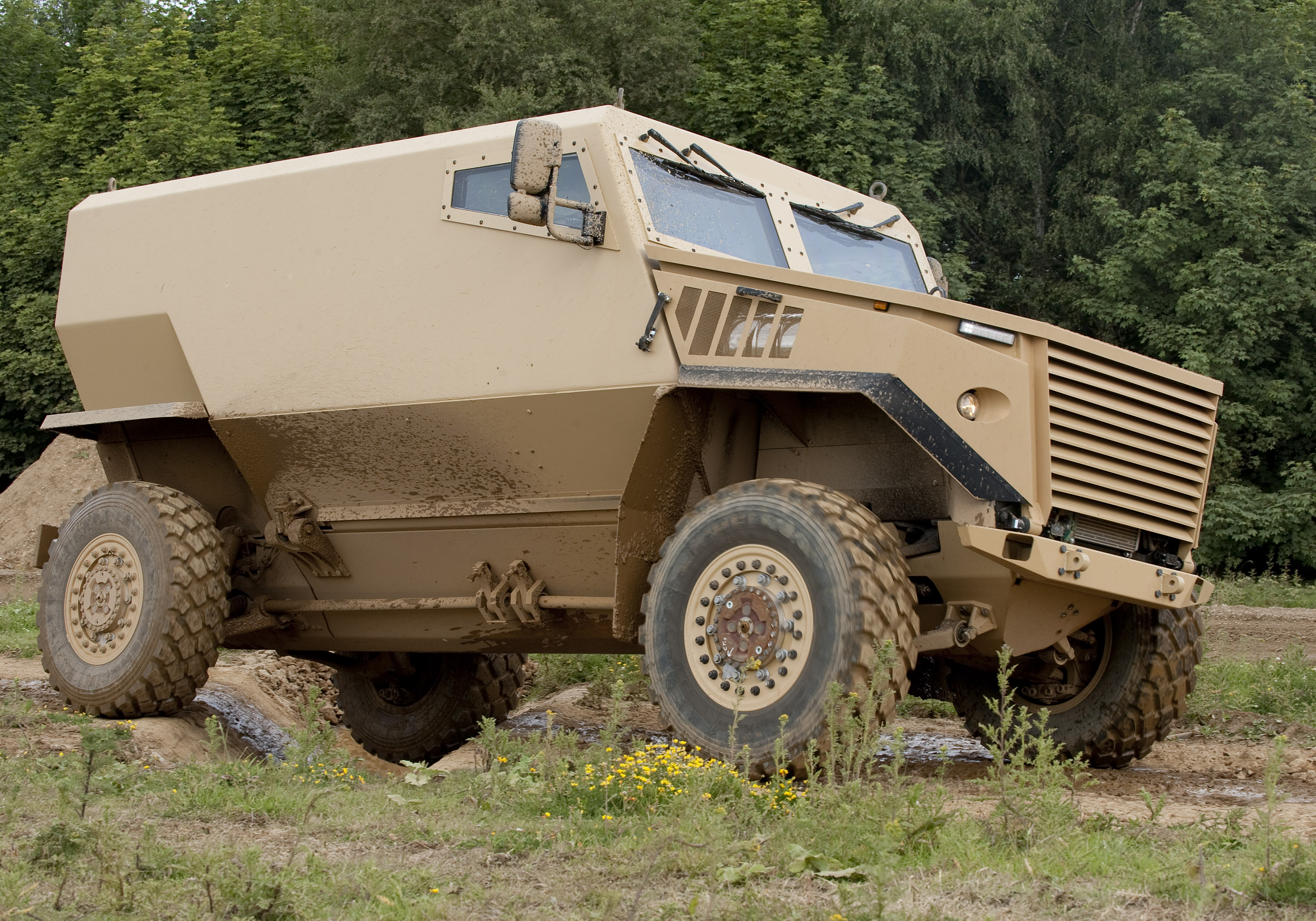
Prototipo del veicolo

Force Protection Ocelot, chiamato anche Ocelot o Foxhound, è un veicolo militare blindato multiuso britannico ad alta mobilità.
Prodotto dalla Force Protection Europe insieme alla Ricardo, è stato realizzato per sostituire lo Snatch Land Rover in dotazione nelle forze armate britanniche. L'obiettivo nella creazione del mezzo, era quello di rimpiazzare obsoleto Snatch Land Rover e di migliorare la protezione del personale militare a bordo contro i dispositivi esplosivi improvvisati (IED).
Ogni esemplare del mezzo costa circa 923 000 sterline.